# Cikáda sedmnáctiletá
Cikáda sedmnáctiletá (Magicicada septendecim) je cikáda vyskytující se v Kanadě a USA popsaná v roce 1758 Carlem von Linné. Její životní cyklus trvá 17 let.
Cikády dokážou vyvinout hlasitost až kolem 120 decibelů, což je pro lidský sluch již na hranici bolestivosti.